# Kuno Seiichi
Kuno Seiichi (久納 誠一 Cửu Nạp Thành Nhất) (1887-1962) là Trung tướng của Lục quân Đế quốc Nhật Bản, tham gia trong cuộc chiến Trung - Nhật.

## Tiểu sử
Kuno sinh ngày 4 tháng 3 năm 1887. Thời thiếu niên ông theo học và đã tốt nghiệp khóa 18 của Học viện Lục quân Đế quốc Nhật Bản vào năm 1905, được phong hàm Thiếu úy Kỵ binh. Sau đó, ông tiếp tục theo học và tốt nghiệp danh dự khóa 26 của trường Cao đẳng Tham mưu Lục quân năm 1914.
Sau khi phục vụ một thời gian ngắn với tại Bộ Tổng tham mưu Lục quân Đế quốc Nhật Bản, Kuno được gửi tới làm sĩ quan tùy viên cho Hoàng tử Fushimi Sadanaru từ năm 1915 đến năm 1917. Từ năm 1917 đến năm 1919, ông tới Pháp với vai trò quan sát viên quân sự và tham gia với quân đội Pháp ở Rumani trong Thế chiến thứ nhất.
Sau khi trở về Nhật Bản, Kuno chuyển sang ngạch hành chính dân sự và làm tới chức Bí thư cho Tổng đốc Hàn Quốc năm 1927.
Từ năm 1927 đến 1929, Kuno chỉ huy Trung đoàn 28 kị binh. Ông là giảng viên tại trường Cao đẳng Chiến tranh của Lục quân từ năm 1929 đến năm 1932, và tại trường kị binh năm 1932 đến năm 1933. Năm 1933, ông trở thành tham mưu trưởng của Sư đoàn 8 IJA.
Trong một thời gian ngắn Kuno làm hiệu trưởng trường Kị binh năm 1935, trước khi ông được bổ nhiệm làm chỉ huy Lữ đoàn thứ tư kị binh IJA. Ông được thăng Thiếu tướng năm 1936.
Kuno trở thành tham mưu trưởng của Triều Tiên quân từ năm 1936 đến năm 1938, từng thực hiện chỉ thị từ Tổng hành dinh tại Tokyo, đưa quân tham gia Sự kiện Mãn Châu trong giai đoạn đầu của Chiến tranh Trung-Nhật lần thứ 2.
Từ năm 1938 đến 1940, được thăng làm Trung tướng, Kuno chỉ huy Sư đoàn 18 IJA, có những chiến đấu đáng kể trong mùa đông năm 1939 đến 1940. Sau đó ông chỉ huy Đội quân 22 Nhật Bản trong trận Nam Quảng Tây năm 1940. Năm 1940 bị gọi về Nhật Bản sau khi xâm chiếm Đông Dương thuộc địa của Pháp, ông buộc phải nghỉ hưu và không được đảm nhiệm các chức vụ quân sự từ năm 1941.
Ông qua đời ngày 13 tháng 3 năm 1962

### Sách
- Dorn, Frank (1974). The Sino-Japanese War, 1937-41: From Marco Polo Bridge to Pearl Harbor. MacMillan. isbn = 0025322001. {{Chú thích sách}}: Thiếu dấu sổ thẳng trong: |id= (trợ giúp)
- Hsu, Long-hsuen (1971). History of The Sino-Japanese War (1937-1945). Chang Ming-kai. Taipei, Taiwan: Chung Wu Publishing. isbn = 0025322001. {{Chú thích sách}}: Thiếu dấu sổ thẳng trong: |id= (trợ giúp)